# Grand icosihémidodécaèdre
En géométrie, le grand icosihémidodécaèdre est un polyèdre uniforme non-convexe, indexé sous le nom U71.
Ses 30 sommets et ses 60 arêtes, le long de ses 20 faces triangulaires, sont partagées avec le grand icosidodécaèdre.